# Wainia consimilis
Wainia consimilis là một loài Hymenoptera trong họ Megachilidae. Loài này được Tkalcu mô tả khoa học năm 1980.